# Adrastea (Mond)
Adrastea (auch Jupiter XV) ist der zweitinnerste bekannte Jupitermond und der kleinste der Amalthea-Gruppe.

## Entdeckung

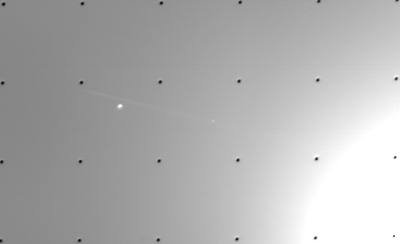
Entdeckungsbild vom 8. Juli 1979, Voyager 2, mit einer Belichtung von 15 Sekunden. Es wurde 23 Stunden vor der größten Annäherung von Voyager 2 an Jupiter gemacht. Adrastea ist kaum sichtbar und befindet sich rechts neben dem hellen Stern, in der Ebene der Jupiterringe.

Adrastea wurde am 8. Juli 1979 von den Astronomen David C. Jewitt und G. Edward Danielson auf Aufnahmen der Raumsonde Voyager 2 entdeckt und erhielt zunächst die vorläufige Bezeichnung S/1979 J 1.
Im Jahre 1983 wurde der Mond offiziell nach Adrasteia benannt, einer Göttin aus der griechischen Mythologie, die für die Verteilung von Belohnung und Bestrafung zuständig ist.

## Bahndaten

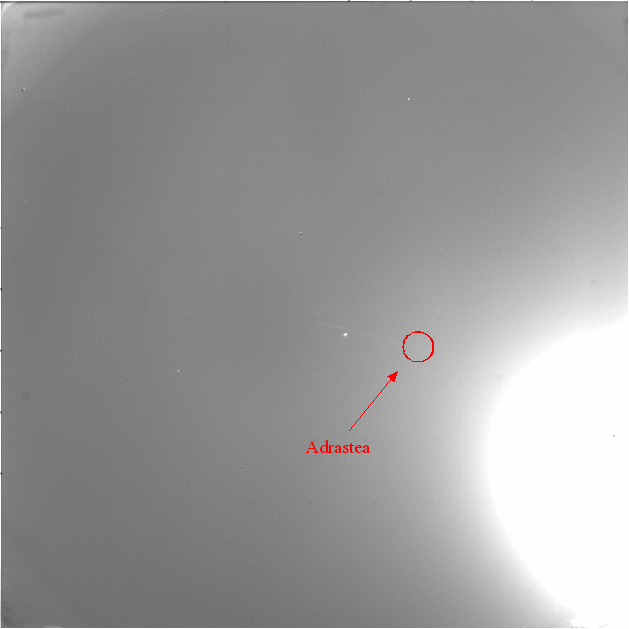
Bild aus einer größeren Entfernung. Das Lochmuster wurde fachmännisch entfernt.

Adrastea bewegt sich innerhalb Jupiters Ringsystem und ist vermutlich zusammen mit Metis eine Quelle für die Ringpartikel.
Sie umläuft Jupiter innerhalb des rotationssynchronen Orbitalradius und ist dabei den starken Gezeitenkräften des Riesenplaneten ausgesetzt. Der Mond ist klein genug, um nicht von den Kräften zerrissen zu werden, jedoch wird seine Umlaufbahn – ebenso wie die des innersten Mondes Metis – in Zukunft absinken, so dass er irgendwann in den Jupiter stürzt.

Adrastea befindet sich innerhalb der Roche-Grenze für flüssige Monde, d. h., sie ist nur durch den Zusammenhalt ihres Materials stabil. Die Fluchtgeschwindigkeit in der Tabelle gilt daher nur für eine Bewegung im rechten Winkel zum Gasplaneten.

## Aufbau und physikalische Daten
Adrastea misst etwa 20 × 16 × 14 Kilometer, was etwa einem mittleren Durchmesser von 16,4 Kilometern entspricht. Ihre Dichte von 3 g/cm3 lässt darauf schließen, dass sie überwiegend aus silikatischem Gestein sowie größeren Anteilen an Eisen zusammengesetzt ist. Ihre Oberfläche beträgt 845 km².
Sie besitzt eine sehr dunkle Oberfläche mit einer Albedo von 0,10, d. h., nur 10 % des einfallenden Sonnenlichts werden reflektiert. Ihre scheinbare Helligkeit beträgt 18,7m.
Adrastea weist wie der Erdmond, eine gebundene Rotation auf.